# Rupertsdorf (Altenmarkt an der Alz)
Rupertsdorf ist ein Gemeindeteil von Altenmarkt an der Alz im oberbayerischen Landkreis Traunstein. Das Dorf liegt circa drei Kilometer westlich von Altenmarkt und ist über die Bundesstraße 304 zu erreichen.

## Bevölkerungsentwicklung
| Jahr      | 1871 | 1925 | 1950 | 1970 | 1987 |
| Einwohner | 38   | 66   | 71   | 66   | 65   |

## Baudenkmäler
Siehe: Liste der Baudenkmäler in Rupertsdorf